# Zabeltitz
Zabeltitz est une ancienne commune de Saxe (Allemagne), située dans l'arrondissement de Meissen, dans le district de Dresde. Elle est devenue un quartier de la commune de Großenhain le 1er janvier 2010.